# Atenógenes Silva y Álvarez Tostado
Atenógenes Silva y Álvarez Tostado (* 22. August 1848 in Guadalajara, Mexiko; † 21. Februar 1911 ebenda) war Erzbischof von Michoacán.

## Leben
Atenógenes Silva y Álvarez Tostado empfing am 30. November 1871 das Sakrament der Priesterweihe. 1878 wurde Silva y Álvarez Tostado zum Doktor der Theologie promoviert.
Am 11. Juli 1892 ernannte ihn Papst Leo XIII. zum Bischof von Colima. Der Erzbischof von Guadalajara, Pedro José de Jesús Loza y Pardavé, spendete ihm am 9. Oktober desselben Jahres in der Kathedrale Asunción de María Santísima in Guadalajara die Bischofsweihe. Die Amtseinführung fand am 21. Dezember 1892 statt. Am 31. August 1900 ernannte ihn Leo XIII. zum Erzbischof von Michoacán. Die Amtseinführung erfolgte am 27. November desselben Jahres.